# گاووووکا
گاووووکا (به لهستانی:  Gawłówka) یک روستا در لهستان است که در گمینا میخوو واقع شده‌است.